# Зелёная линия (Вашингтонский метрополитен)
Зелёная линия Вашингтонского метрополитена соединяет округ Принс-Джорджес, штат Мэриленд с Вашингтоном, округ Колумбия. Линия содержит наземные и подземные участки. На линии 21 станция. Имеет 8 станций, общих с Жёлтой линией, 2 пересадочные станции на Красную линию и одну пересадочную станцию на Синюю, Оранжевую и Серебряную линии.

## Маршрут линии
Южная конечная станция, Бранч-авеню, находится на пересечении Бранч авеню (MD 5) и Аус роад, вблизи от базы ВВС Эндрюс. После чего, пересекает Сьютленд парквей по эстакаде, к станции Сьютленд в населённом пункте Сьютленд, затем опять, по эстакаде, пересекает Сьютленд парквей, к станции Нейлор-роуд. Далее линия отклоняется от Сьютленд парвквей вдоль Сатерн авеню до одноимённой станции, на границе Мэриленда и Округа Колумбия, ненадолго уходя в тоннель перед на перегоне между станциями. Сразу за станцией начинается подземный участок, проходит под ручьём Оксон, через станцию Конгресс-Хайтс, снова возвращается к Сьютленд парвквей, где, рядом с развязкой Сьютленд парвквей и Анакостия фривей, находится станция Анакостия. Затем тоннели линии проходят под рекой Анакостия и базой ВМС, к станции Нэви-Ярд — Боллпак, после продолжаются под 13-й юго-восточной улицей до станции Уотерфронт. За станцией, под 7-й юго-западной улицей, к Зелёной линии примыкают тоннели Жёлтой линии. Станция Ланфан-плаза находится над одноимённой станцией Синей, Оранжевой и Серебряной линий. Тоннели проходят под 7-й юго-западной улицей до станции Шоу — Ховард-юниверсити, затем Под Флорида авеню и северо-западной Ю стрит к станции Ю-стрит. После Ю-стрит тоннели поворачивают на север, под северо-западную 14-ю улицу, проходят через станцию Коламбия-Хайтс, поворачивают под Нью Гэмпшир авеню, потом сворачивают, проходят под парком Форт Тоттен, после чего выходят на поверхность только на протяжении станции Форт-Тоттен, где осуществляется пересадка на одноименную станцию Красной линии, которая находится прямо над станцией Зелёной и Жёлтой линий. Далее тоннели тянутся на восток, под парками Форт Сёркл и Авондейл Нейборхуд, затем линия выходит на эстакаду, пересекает улицу Чиллум роуд и рукав реки Анакостия, проходит через наземную станцию Уэст-Хайатсвилл, после чего чередуются наземные и подземные участки, станция Принс-Джорджес-Плаза находится на поверхности на подземном участке линии, затем выходит из тоннелей и пересекает железнодорожную линию Балтимор и Огайо и продолжается наземный участок линии уже параллельно железной дороге. Пути линии продолжаются после станции Гринбелт, в депо Гринбелт, за Кэпитол белтвей.
Наряду с Красной линией, линия свзявывает с центром Вашингтона только округ Мэриленд, не затрагивая Вирджинию.

## Станции
| Станция                                 | Код | Открыта | Другие линии Line(s)              | Примечание                                                                                                 |
| --------------------------------------- | --- | ------- | --------------------------------- | --- |
| Бранч-авеню                             | F11 | 2001    |                                   | Южная конечная                                                                                             |
| Сьютленд                                | F10 | 2001    |                                   | |
| Нэйлор-роуд                             | F09 | 2001    |                                   | |
| Сатерн-авеню                            | F08 | 2001    |                                   | |
| Конгресс-Хайтс                          | F07 | 2001    |                                   | |
| Анакостия                               | F06 | 1991    |                                   | |
| Нэви-Ярд — Боллпак                      | F05 | 1991    |                                   | |
| Уотерфронт                              | F04 | 1991    |                                   | |
| Л’Энфант плаза                          | F03 | 1977    | Жёлтая Синяя Серебряная Оранжевая | Пересадочная станция на одноимённую станцию Синей, Серебряной и Оранжевой линий                            |
| Акивз                                   | F02 | 1983    | Жёлтая                            | |
| Геллери-Плейс                           | F01 | 1976    | Жёлтая Красная                    | Пересадочная станция на одноимённую станцию Красной линии.                                                 |
| Маунт-Вернон-сквер                      | E01 | 1991    | Жёлтая                            | В часы-пик - конечная станция Жёлтой линии.                                                                |
| Шоу — Ховард-юниверсити                 | E02 | 1991    | Жёлтая*                           | *Кроме часов-пик.                                                                                          |
| Ю-стрит                                 | E03 | 1991    | Жёлтая*                           | *Кроме часов-пик.                                                                                          |
| Коламбия-Хайтс                          | E04 | 1999    | Жёлтая*                           | *Кроме часов-пик.                                                                                          |
| Джорджия-авеню — Пэтворс                | E05 | 1999    | Жёлтая*                           | *Кроме часов-пик.                                                                                          |
| Форт-Тоттен                             | E06 | 1993    | Жёлтая* Красная                   | *Вне часов-пик - конечная станция Жёлтой линии. Пересадочная станция на одноимённую станцию Красной линии. |
| Уэст-Хайатсвилл                         | E07 | 1993    |                                   | |
| Принс-Джорджес-Плаза                    | E08 | 1993    |                                   | |
| Колледж-Парк — Мэрилендский университет | E09 | 1993    | Пурпурная                         | Планируемая пересадка на перспективную Пурпурную линию.                                                    |
| Гринбелт                                | E10 | 1993    |                                   | Северная конечная                                                                                          |

## Перспективы развития
Рассматривается предложение продления за станцию Гринбелт до Международного аэропорта "Балтимор-Вашингтон". Линия пройдёт через населённые пункты Лорел и Форт-Мид, в Центральном Мэриленде, также соединив Вашингтонский метрополитен с системой легкорельсового транспорта Балтимора.